# Markland (Terre-Neuve-et-Labrador)
Pour les articles homonymes, voir Markland (homonymie).
Markland est une communauté canadienne située sur l'île de Terre-Neuve dans la province de Terre-Neuve-et-Labrador. 

## Histoire
Markland a été fondé en 1934. Le nom Markland a été choisi à partir de "terre forestière" du Viking (Norse) des sagas islandaises. 